# Liste des circonscriptions électorales du Buckinghamshire
 (août 2023).
Le Comté cérémoniel du Buckinghamshire, qui comprend l'autorité unitaire
de Milton Keynes, est divisé en 7 Circonscription parlementaires 
– 1 Borough constituency et 6 County constituencies.

## Circonscription
- Indépendant
- † Conservateur
- Travailliste
- Libéral Démocrate
- UKIP
- Speaker
- Green Party

| Circonscription         | Électeur | Majorité | député | député           | Opposition | Opposition       | circonscriptions électorales, | Map                                                                              |
| ----------------------- | -------- | -------- | ------ | ---------------- | ---------- | ---------------- | --- | -------------------------------------------------------------------------------- |
| Aylesbury CC            | 82,546   | 14,656   |        | David Lidington† |            | Mark Bateman     | Aylesbury Vale District Council: Aston Clinton, Aylesbury Central, Bedgrove, Coldharbour, Elmhurst and Watermead, Gatehouse, Mandeville and Elm Farm, Oakfield, Quarrendon, Southcourt, Walton Court and Hawkslade, Wendover. Wycombe District Council: Bledlow and Bradenham, Greater Hughenden, Lacey Green, Speen and the Hampdens, Stokenchurch and Radnage. | A medium constituency stretching from the centre to the southwest of the county. |
| Beaconsfield CC         | 77,524   | 24,543   |        | Dominic Grieve†  |            | James English    | South Bucks District Council: Beaconsfield North, Beaconsfield South, Beaconsfield West, Burnham Beeches, Burnham Church, Burnham Lent Rise, Denham North, Denham South, Dorney and Burnham South, Farnham Royal, Gerrards Cross East and Denham South West, Gerrards Cross North, Gerrards Cross South, Hedgerley and Fulmer, Iver Heath, Iver Village and Richings Park, Stoke Poges, Taplow, Wexham and Iver West. Wycombe District Council: Bourne End-cum-Hedsor, Flackwell Heath and Little Marlow, Marlow North and West, Marlow South East, The Wooburns. | A medium constituency, located in the far south of the county.                   |
| Buckingham CC           | 79,615   | 25,725   |        | John Bercow      |            | Michael Sheppard | Aylesbury Vale District Council: Bierton, Brill, Buckingham North, Buckingham South, Cheddington, Edlesborough, Great Brickhill, Great Horwood, Grendon Underwood, Haddenham, Long Crendon, Luffield Abbey, Marsh Gibbon, Newton Longville, Pitstone, Quainton, Steeple Claydon, Stewkley, Tingewick, Waddesdon, Weedon, Wing, Wingrave, Winslow. Wycombe District Council: Icknield, The Risboroughs. | A large constituency, stretching from the centre to the north of the county.     |
| Chesham and Amersham CC | 71,654   | 22,140   |        | Cheryl Gillan†   |            | Nina Dluzewska   | Chiltern District Council: Amersham Common, Amersham-on-the-Hill, Amersham Town, Asheridge Vale and Lowndes, Ashley Green, Latimer and Chenies, Austenwood, Ballinger, South Heath and Chartridge, Central, Chalfont Common, Chalfont St Giles, Chesham Bois and Weedon Hill, Cholesbury, The Lee and Bellingdon, Gold Hill, Great Missenden, Hilltop and Townsend, Holmer Green, Little Chalfont, Little Missenden, Newtown, Penn and Coleshill, Prestwood and Heath End, Ridgeway, St Mary’s and Waterside, Seer Green, Vale.                                   | A medium constituency in the southest of the county.                             |
| Milton Keynes North CC  | 89,207   | 1,915    |        | Mark Lancaster†  |            | Charlynne Pullen | Milton Keynes Borough Council: Bradwell, Campbell Park, Hanslope Park, Linford North, Linford South, Middleton, Newport Pagnell North, Newport Pagnell South, Olney, Sherington, Stantonbury, Wolverton. | A medium constituency, to the far north of the county.                           |
| Milton Keynes South BC  | 92,417   | 1,725    |        | Iain Stewart†    |            | Hannah O'Neill   | Milton Keynes Borough Council: Bletchley and Fenny Stratford, Danesborough, Denbigh, Eaton Manor, Emerson Valley, Furzton, Loughton Park, Stony Stratford, Walton Park, Whaddon, Woughton. | A medium constituency in the north of the county.                                |
| Wycombe CC              | 77,087   | 6,578    |        | Steve Baker†     |            | Rafiq Raja       | Wycombe District Council : Abbey, Booker and Cressex, Bowerdean, Chiltern Rise, Disraeli, Downley and Plomer Hill, Greater Marlow, Hambleden Valley, Hazlemere North, Hazlemere South, Micklefield, Oakridge and Castlefield, Ryemead, Sands, Terriers and Amersham Hill, Totteridge, Tylers Green et Loudwater. | A small-to-medium sized constituency, situated in the southwest of the county.   |

## Limites

### 2010
La Commissions a proposé des modifications pour réaligner les limites des circonscriptions avec les limites des quartiers actuels de l'administration locale , et pour réduire la disparité entre les circonscriptions électorales . Ces changements ont été mis en œuvre pour l'Élections générales de 2010 et les deux circonscriptions de Milton Keynes ont été légèrement renommés.
| Nom | Pre-2010 Limites                                 |
| --- | ------------------------------------------------ |
| 1. Aylesbury CC 2. Beaconsfield CC 3. Buckingham CC 4. Chesham and Amersham CC 5. Milton Keynes South West BC 6. North East Milton Keynes CC 7. Wycombe CC | Circonscription parlementaire du Buckinghamshire |

| Nom révisée | Post-2010 Limites                                           |
| --- | ----------------------------------------------------------- |
| 1. Aylesbury CC 2. Beaconsfield CC 3. Buckingham CC 4. Chesham and Amersham CC 5. Milton Keynes North CC 6. Milton Keynes South BC 7. Wycombe CC | Circonscriptions révisées proposées dans le Buckinghamshire |

## Résultats

1983
1987
1992
1997
2001
2005
2010
2015
2017

Le nombre total de votes exprimés pour chaque parti politique qui ont présenté des candidats dans les circonscriptions du Buckinghamshire à l'élection générale de 2017 était la suivante;
| Parti                      | Votes   | Votes% | Siège |
| -------------------------- | ------- | ------ | ----- |
| Conservateur               | 190,111 | 47.0   | 6     |
| Travailliste               | 118,514 | 29.3   |       |
| The Speaker                | 34,299  | 8.5    | 1     |
| Libéral Démocrates         | 25,828  | 6.4    |       |
| Greens                     | 16,335  | 4.0    |       |
| UKIP                       | 13,031  | 3.2    |       |
| Indépendants               | 6,258   | 1.6    |       |
| Christian Peoples Alliance | 169     | 0.0    |       |
| Total                      | 404,545 | 100.0  | 7     |

## Représentation historique par parti
Une cellule marquée → (avec un fond de couleur différente de la cellule précédente) indique que le MP précédent a continué à siéger avec un nouveau parti.

### 1885 à 1945
| Circonscription | 1885             | 1886    | 89        | 91     | 1892   | 1895    | 99               | 1900             | 1906             | Jan 10           | Dec 10           | 12        | 14        | 1918   | 1922   | 1923      | 1924     | 1929     | 1931     | 1935     | 37       | 38       | 43    |
| --------------- | ---------------- | ------- | --------- | ------ | ------ | ------- | ---------------- | ---------------- | ---------------- | ---------------- | ---------------- | --------- | --------- | ------ | ------ | --------- | -------- | -------- | -------- | -------- | -------- | -------- | ----- |
| Aylesbury       | F. de Rothschild | →       | →         | →      | →      | →       | W. de Rothschild | W. de Rothschild | W. de Rothschild | L. de Rothschild | L. de Rothschild | →         | →         | →      | →      | Keens     | Burgoyne | Beaumont | Beaumont | Beaumont | Beaumont | Reed     | Reed  |
| Buckingham      | E. Verney        | Hubbard | E. Verney | Leon   | Leon   | Carlile | Carlile          | Carlile          | F. Verney        | H. Verney        | H. Verney        | H. Verney | H. Verney | Bowyer | Bowyer | Bowyer    | Bowyer   | Bowyer   | Bowyer   | Bowyer   | Whiteley | Whiteley | Berry |
| Wycombe         | Curzon           | Curzon  | Curzon    | Curzon | Curzon | Curzon  | Curzon           | Grenfell         | Herbert          | Cripps           | Cripps           | Cripps    | du Pré    | du Pré | du Pré | Woodhouse | Knox     | Knox     | Knox     | Knox     | Knox     | Knox     | Knox  |

### 1945 à aujourd’hui
| Circonscription                                           | 1945    | 1950     | 1951     | 52       | 1955     | 1959     | 1964    | 1966    | 1970   | Fev 1974 | Oct 1974 | 78      | 1979    | 82      | 1983                        | 1987                        | 1992                        | 1997                        | 2001                        | 2005                        | 09                          | 2010                        | 2015                        | 2017                        | 19                          |
| --------------------------------------------------------- | ------- | -------- | -------- | -------- | -------- | -------- | ------- | ------- | ------ | -------- | -------- | ------- | ------- | ------- | --------------------------- | --------------------------- | --------------------------- | --------------------------- | --------------------------- | --------------------------- | --------------------------- | --------------------------- | --------------------------- | --------------------------- | --------------------------- |
| Eton and Slough                                           | Levy    | Brockway | Brockway | Brockway | Brockway | Brockway | Meyer   | Lestor  | Lestor | Lestor   | Lestor   | Lestor  | Lestor  | Lestor  | transféré dans le Berkshire | transféré dans le Berkshire | transféré dans le Berkshire | transféré dans le Berkshire | transféré dans le Berkshire | transféré dans le Berkshire | transféré dans le Berkshire | transféré dans le Berkshire | transféré dans le Berkshire | transféré dans le Berkshire | transféré dans le Berkshire |
| Aylesbury                                                 | Reed    | Summers  | Summers  | Summers  | Summers  | Summers  | Summers | Summers | Raison | Raison   | Raison   | Raison  | Raison  | Raison  | Raison                      | Raison                      | Lidington                   | Lidington                   | Lidington                   | Lidington                   | Lidington                   | Lidington                   | Lidington                   | Lidington                   | Lidington                   |
| Buckingham                                                | Crawley | Crawley  | Markham  | Markham  | Markham  | Markham  | Maxwell | Maxwell | Benyon | Benyon   | Benyon   | Benyon  | Benyon  | Benyon  | Walden                      | Walden                      | Walden                      | Bercow                      | Bercow                      | Bercow                      | →                           | →                           | →                           | →                           | →                           |
| Wycombe                                                   | Haire   | Haire    | Astor    | Hall     | Hall     | Hall     | Hall    | Hall    | Hall   | Hall     | Hall     | Whitney | Whitney | Whitney | Whitney                     | Whitney                     | Whitney                     | Whitney                     | Goodman                     | Goodman                     | Goodman                     | Baker                       | Baker                       | Baker                       | Baker                       |
| Buckinghamshire South / Beaconsfield (1974)               |         | Bell     | Bell     | Bell     | Bell     | Bell     | Bell    | Bell    | Bell   | Bell     | Bell     | Bell    | Bell    | Smith   | Smith                       | Smith                       | Smith                       | Grieve                      | Grieve                      | Grieve                      | Grieve                      | Grieve                      | Grieve                      | Grieve                      | →                           |
| Chesham and Amersham                                      |         |          |          |          |          |          |         |         |        | Gilmour  | Gilmour  | Gilmour | Gilmour | Gilmour | Gilmour                     | Gilmour                     | Gillan                      | Gillan                      | Gillan                      | Gillan                      | Gillan                      | Gillan                      | Gillan                      | Gillan                      | Gillan                      |
| Milton Keynes / NE Milton Keynes (1992) / MK North (2010) |         |          |          |          |          |          |         |         |        |          |          |         |         |         | Benyon                      | Benyon                      | Butler                      | White                       | White                       | Lancaster                   | Lancaster                   | Lancaster                   | Lancaster                   | Lancaster                   | Lancaster                   |
| Milton Keynes SW / Milton Keynes S (2010)                 |         |          |          |          |          |          |         |         |        |          |          |         |         |         |                             |                             | Legg                        | Starkey                     | Starkey                     | Starkey                     | Starkey                     | Stewart                     | Stewart                     | Stewart                     | Stewart                     |